# Гънкомуцунест листонос
Centurio senex е вид прилеп от семейство Американски листоноси прилепи (Phyllostomidae). Видът не е застрашен от изчезване.

## Разпространение и местообитание
Разпространен е в Белиз, Венецуела, Гватемала, Колумбия, Коста Рика, Мексико, Никарагуа, Панама, Салвадор, Тринидад и Тобаго и Хондурас.
Обитава гористи местности, градини, храсталаци и плантации в райони с тропически климат.

## Описание
Теглото им е около 23,1 g.
Популацията на вида е стабилна.